# Simon Henseleit
Simon Henseleit (Schongau, 15 de enero de 2000) es un deportista alemán que compite en triatlón. Ganó una medalla de oro en el Campeonato Mundial por Relevos Mixtos de 2023 y una medalla de plata en el Campeonato Europeo de Triatlón de 2022, también en el relevo mixto.

## Palmarés internacional
| Campeonato Mundial por Relevos Mixtos | Campeonato Mundial por Relevos Mixtos | Campeonato Mundial por Relevos Mixtos | Campeonato Mundial por Relevos Mixtos |
| Año                                   | Lugar                                 | Medalla                               | Prueba                                |
| ------------------------------------- | ------------------------------------- | ------------------------------------- | ------------------------------------- |
| 2023                                  | Hamburgo (Alemania)                   | Medalla de oro                        | Relevo mixto                          |
| Campeonato Europeo                    |                                       |                                       |                                       |
| Año                                   | Lugar                                 | Medalla                               | Prueba                                |
| 2022                                  | Múnich (Alemania)                     | Medalla de plata                      | Relevo mixto                          |